# Hoplitis contracta
Hoplitis contracta är en biart som först beskrevs av Walker 1871.  Hoplitis contracta ingår i släktet gnagbin, och familjen buksamlarbin. Inga underarter finns listade i Catalogue of Life.